# محجوب وسلام
محجوب وسلام هو مسلسل رسوم متحركة إنتاج سوداني، مدة الحلقة دقيقتان. ظهر أول مرة في قناة الشروق السودانية ببرنامج قطار الزهور، وهو يعرض يوميا.
نفذ المسلسل في شركة الخلود بردكشن هاوس بدعم من شركة الصوت الجديد (بالإنجليزية: New Sound) في الأردن، ومن إنتاج قناة الشروق الفضائية السودانية. ويهدف العمل إلى تطوير وتنمية أخلاق وسلوكيات الطفل عبر تسلية هادفة ومشوقة. شارك المسلسل في مهرجان الإعلام العربي سنة 2008

## فريق العمل
إخراج: خالد عبد العليم
تحريك: حسام العربي
مونتاج: حسن أحمد حسين